# Бад-тибира

Древнее Междуречье

Бад-тибира или Бад-тибиру (шум. bad3-tibiraki — «Укрепления медников» или «Крепость кузнецов», совр. Тель аль-Мадаин) — один из древнейших шумерских городов в южной Месопотамии, располагавшийся на канале Итурунгаль.

## История
Согласно Ниппурскому царскому списку, Бад-тибира был вторым из пяти допотопных городов Шумера, в котором правили три легендарных царя: Энменлуанна, Энменгаланна и Думузи-пастух.
В раннем шумерском тексте о спуске в ад Инанны упоминается городской храм под названием Э-муш-каламма. В этой истории Инанна отговаривает демонов из преисподней от избрания Лулала, её младшего сына и покровителя Бад-тибиры, жившего в нищете. В итоге, они выбирают Думузи, жившего в роскоши в Кулабе. Этого Думузи стали называть «пастухом» в отличие от правившего в Уруке после потопа Думузи-рыбака.
Клинописные надписи «братского текста» на конусах, разграбленные в 1930-х годах, повествуют о дружеском соглашении Энтемены, царя Лагаша, и Лугаль-кинишедуду, царя Урука. Согласно этому тексту, Энтемена построил храм Э-муш для Инанны и Думузи, под своим местным эпитетом Лугаль-Э-муш.
Во времена Аккадского царства Бад-тибира стал называться Дур-гургурри. Сбор налогов с Дур-гургурри, который к тому времени оставался главным поселением гильдии "металлистов" (гугурре), фигурировал в переписке Хаммурапи. В эллинистический период носил название Паутибибл или Пантибибл (др.-греч. Παντιβίβλος), что зафиксировано в трудах Бероса, Аполлодора Афинского и Абидена. Это отражает другое название города — Патибира, что означает «Канал кузнецов». По этой причине Бад-тибира может иметь отношение к древнему племени древнейших кузнецов, тибаренов, в те времена уже достигшим Средиземноморья и основавшим сиро-хеттское царство Табал.

## Археология
На поверхности телля аль-Мадаин найдено несколько сильно стёртых полукирпичей с надписями Амар-Сина из Третьей династии Ура, а также куски спёкшегося кирпича, свидетельствующие о разрушении города в результате пожара. Город долгое время переходил из рук в руки между царём Ларсы, Син-иддинамом, утверждавшим, что построил великую стену Бад-тибиры, и царём Исина, Липит-Иштаром, «пастухом Ниппура», утверждавшим, что построил здесь «Дом праведности».